# Susana Pérez Quislant
Susana Pérez Quislant (Madrid, 11 de marzo de 1964) es una política española del Partido Popular, Diputada de la Asamblea de Madrid donde ocupa el cargo de Secretaria 3.ª de la Mesa. Ha sido alcaldesa de Pozuelo de Alarcón desde junio de 2015 hasta junio de 2023 y Miembro de la Junta de Gobierno de la Federación Española de Municipios y Provincias (FEMP) así como presidenta del Comité de Alcaldes del Partido Popular de Madrid hasta mayo de 2022.

## Biografía

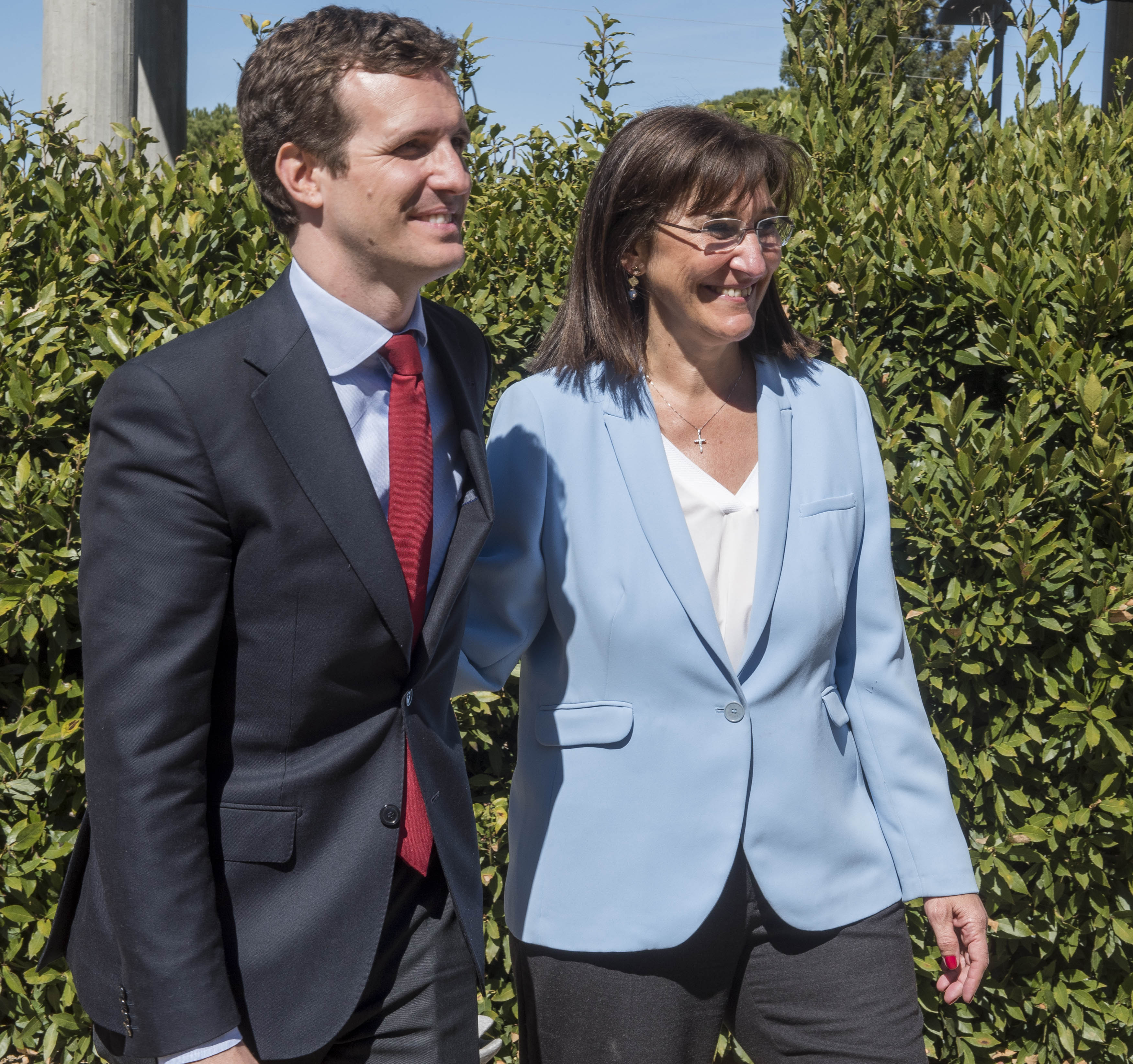
La alcaldesa de Pozuelo con el presidente del PP, Pablo Casado.

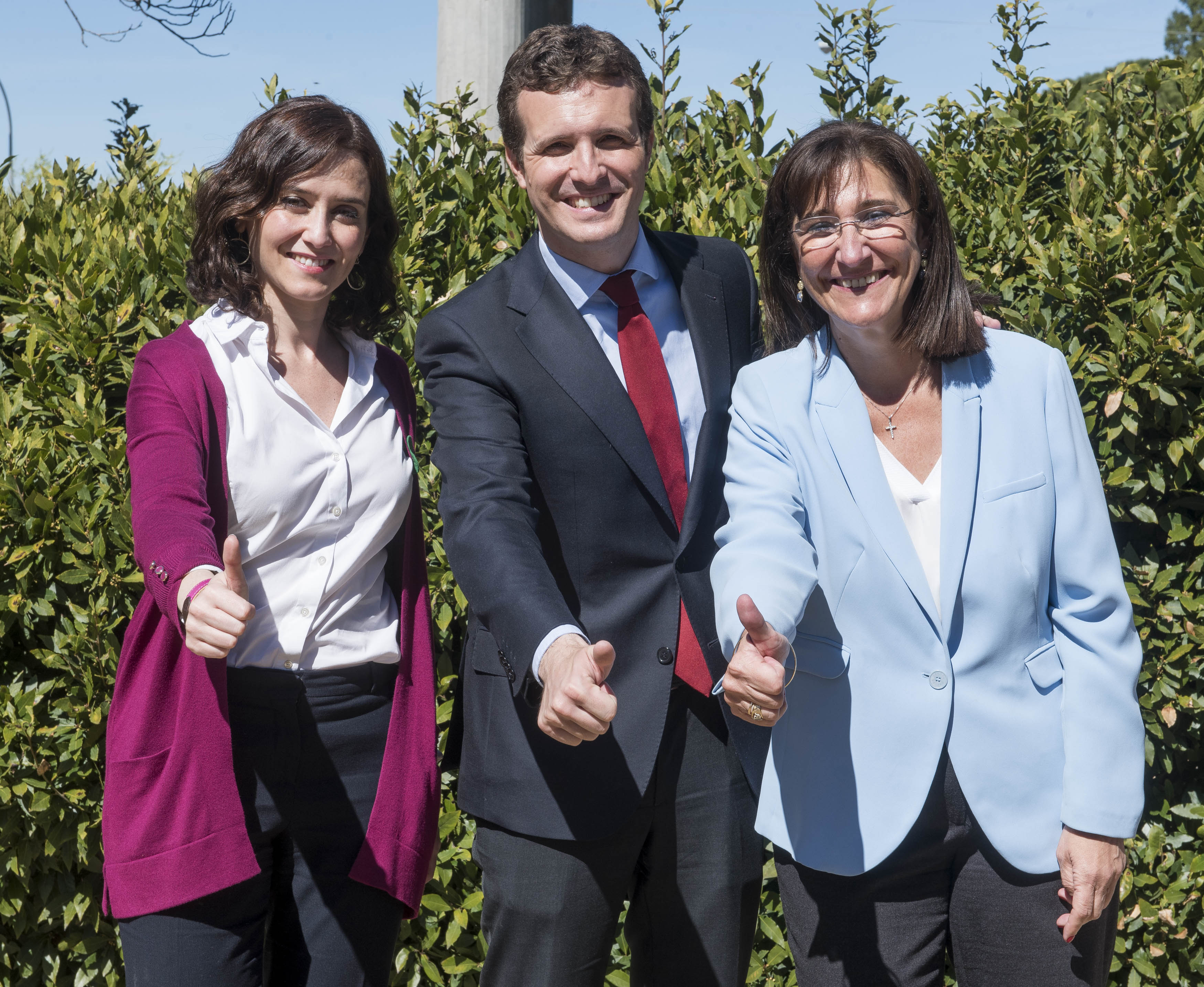
La alcaldesa de Pozuelo con el presidente del PP, Pablo Casado, y la presidenta de la Comunidad de Madrid, Isabel Díaz Ayuso

La diputada y exalcaldesa de Pozuelo de Alarcón es licenciada en Derecho por la Universidad Complutense de Madrid y experta en legislación electoral.
Ha ocupado numerosos puestos de responsabilidad en el Ayuntamiento de Madrid, donde fue gerente de los distritos de Centro y de Retiro entre los años 2003 y 2011.
En 2011 entró como Concejal del Ayuntamiento de Pozuelo de Alarcón. Ha sido Primer Teniente de Alcalde, coordinando las políticas del Gobierno Municipal y gestionando directamente las áreas de Urbanismo y Vivienda. Fue Consejera Delegada de la Vivienda y Suelo (SUMPASA) 2012/2013 y Vicepresidenta de la Gerencia Municipal de Urbanismo.
En los últimos años también ha sido vicepresidenta de la Federación de Municipios de Madrid (FMM), vicepresidenta de la Comisión de Función Pública de la Federación Española de Municipios y Provincias (2015-2019), vicepresidenta de la Mancomunidad Sur de Residuos (2012-2015) y Consejera Territorial de la FEMP. 
Desde 2019 hasta 2023, además de formar parte del gobierno de la FEMP, ha sido vocal en la Subcomisión de Régimen Económico, Financiero y Fiscal de la CNAL y representante española como vocal en la Organización Mundial de Ciudades y Gobiernos Locales Unidos (CGLU). Desde noviembre de 2020 hasta junio de 2023, ha sido representante de la FEMP en el Pleno de la Red de Iniciativas Urbanas en calidad de titular y, desde diciembre de 2020 hasta junio de 2023, representante de esta Federación en el Foro Local para la Agenda Urbana Española.
En el PP ha sido Presidenta del Comité de Alcaldes de Madrid hasta mayo de 2022, miembro del Comité de Dirección y del Comité Ejecutivo Regional de Madrid, igualmente forma parte de la Juntas Directivas Nacional y Regional del Partido Popular. Ha sido presidenta del Comité de Derechos y Garantías del PP de Madrid (2015-2016) y miembro de Comité Jurídico del PP de Madrid desde 2003, donde ocupó el cargo de Secretaria entre los años 2007 y 2015 y representante legal del Partido Popular de Madrid ante las Juntas electorales entre los años 2003/2015. En 2023 se convierte en diputada regional y en secretaria tercera de la Asamblea de Madrid.